# Daylamiti

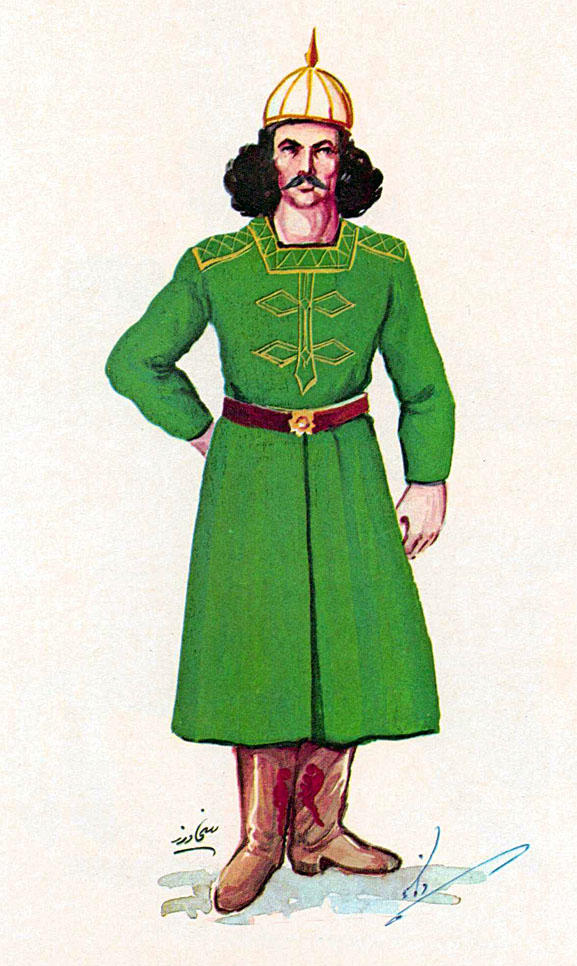
Rappresentazione artistica di un fante daylamita buwayhide.

I daylamiti o dailamiti (in medio persiano: Daylamīgān; in persiano دیلمیان‎ ; Deylamiyān) erano un popolo iranico che abitava nel Daylam, una regione montuosa dell'Iran settentrionale posta sulla costa sudoccidentale del Mar Caspio, ora coincidente con la metà sudorientale della provincia di Gilan.
I daylamiti erano un popolo guerriero esperto nel combattimento ravvicinato. Furono impiegati come soldati durante l'impero sasanide e nei successivi imperi musulmani. Il Daylam e il Gilan furono le uniche regioni a resistere con successo alla conquista islamica della Persia, sebbene molti soldati daylamiti all'estero accettassero l'Islam. Nel IX secolo molti di essi adottarono lo Zaydismo, nel X secolo alcuni adottarono l'Ismailismo, poi nell'XI secolo l'Ismailismo fatimide e successivamente l'Ismailismo nizarita. Sia gli zayditi che i nizariti mantennero una forte presenza in Iran fino all'ascesa dei Safavidi nel XVI secolo, i quali abbracciarono la setta duodecimana dell'Islam sciita. Negli anni '30 del X secolo emerse la dinastia daylamita buwayhide che riuscì a ottenere il controllo su gran parte dell'Iran moderno, mantenendolo fino all'arrivo dei turchi selgiuchidi a metà dell'XI secolo.

## Origini e lingua

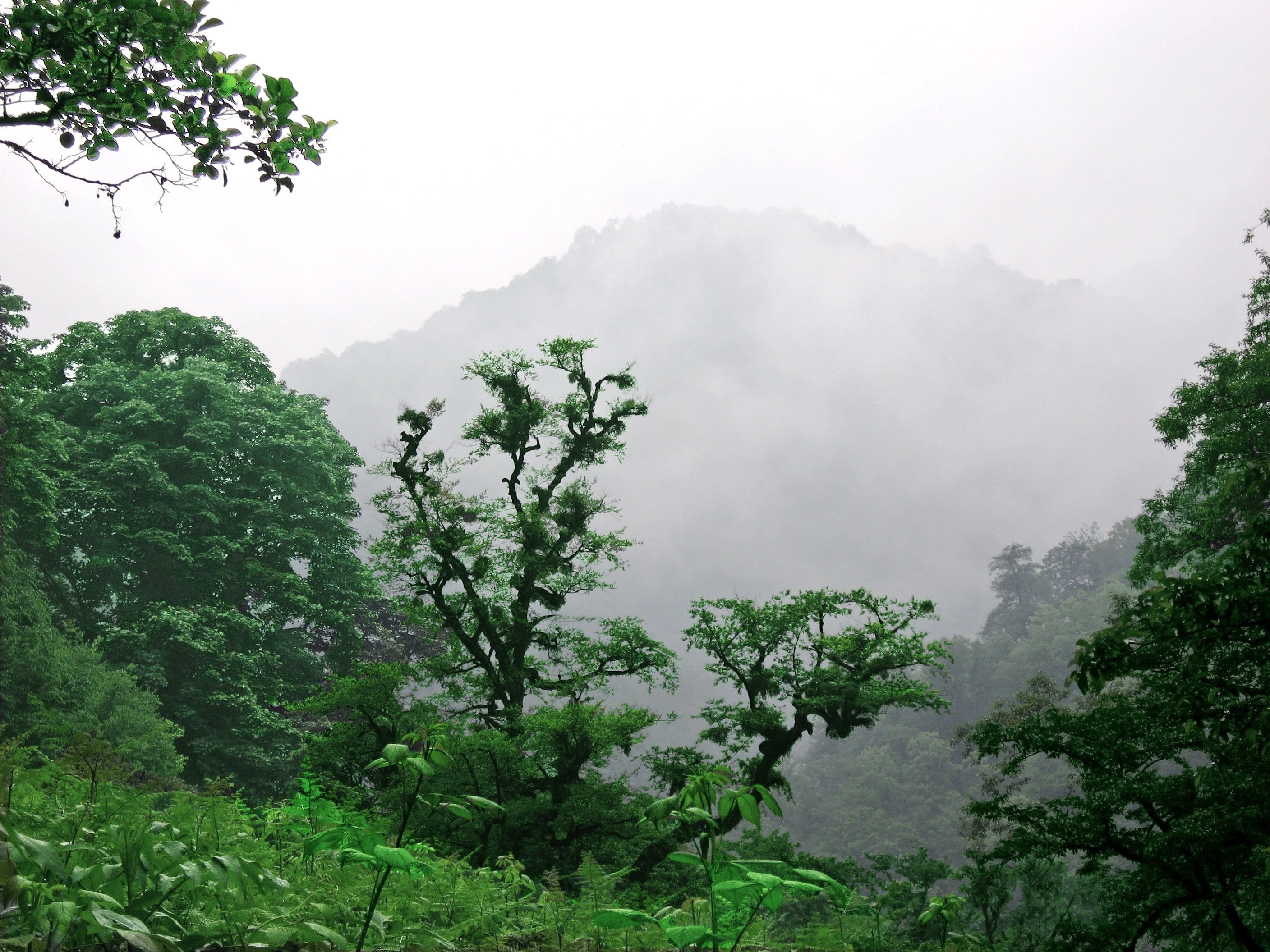
Foresta pluviale sul confine occidentale del Daylam.

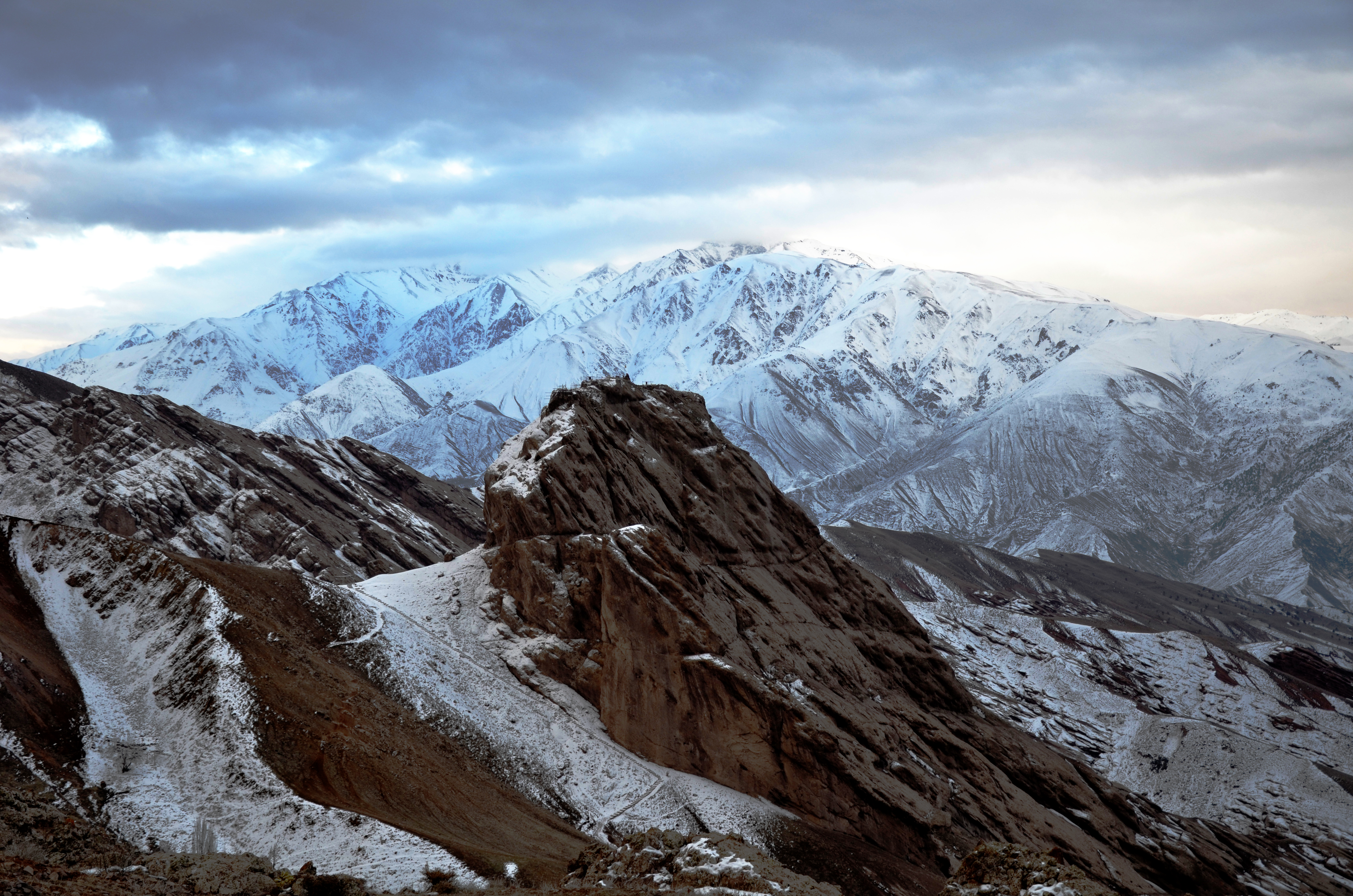
La fortezza di Alamūt situata a sudest del Daylam.

I daylamiti vivevano negli altipiani del Daylam, parte della catena dei monti Elburz, tra il Tabaristan e il Gilan. Tuttavia, le prime fonti zoroastriane e cristiane indicano che i daylamiti arrivarono originariamente dall'Anatolia orientale vicino al Tigri, dove vivono oggi alcuni gruppi etnolinguistici iraniani come i zaza.
Il loro idioma era la lingua daylamita, una lingua iranica occidentale ormai estinta simile al gilaki. Durante l'impero sasanide furono arruolati nella fanteria di alta qualità. Secondo gli storici bizantini Procopio e Agazia, erano un popolo guerriero ed esperto nel combattimento ravvicinato, essendo armati ciascuno con una spada, uno scudo e delle lance o giavellotti.

## Storia

### Periodo preislamico

#### Periodo seleucide e partico
I daylamiti compaiono per la prima volta nei documenti storici della fine del II secolo a.C., dove sono menzionati da Polibio, che li chiama erroneamente "elamiti" (Ἐλυμαῖοι) invece di "daylamiti" (Δελυμαῖοι). Nella prosa medio-persiana Kar-Namag i Ardashir i Pabagan l'ultimo sovrano dell'impero partico Artabano V (regno 208–224) convocò tutte le truppe di Rey, del Damavand, del Daylam e del Padishkhwargar per combattere contro la neonata dinastia sasanide. Secondo la Lettera di Tansar, durante questo periodo il Daylam, il Gilan e il Ruyan appartenevano al regno di Gushnasp, uno stato vassallo dei Parti che in seguito si sottomise al primo imperatore sasanide Ardashir I (regno 224–242).

#### Periodo sasanide

Mappa che mostra il Daylam (estrema destra) durante l'impero sasanide.

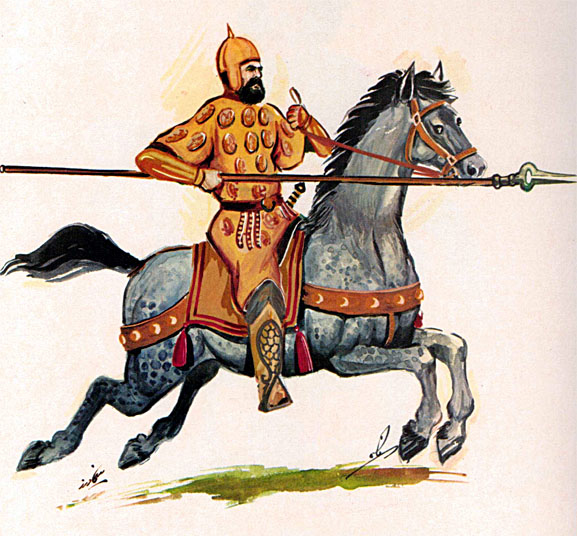
Un ritratto di un cavaliere daylamita in un libro di testo persiano.

I discendenti di Gushnasp governarono ancora fino al 520 circa, quando Kavad I (regno 488–531) nominò suo figlio maggiore Kawus re delle ex terre della dinastia gushnaspide. Nel 522 Kavad I inviò un esercito guidato da un certo Buya (noto come Boes nelle fonti bizantine) contro Vakhtang I di Iberia. Tale Buya era originario del Daylam, il che è dimostrato dal fatto che portava il titolo wahriz, un'onorificenza daylamita usata anche da Khurrazad, il comandante militare daylamita che conquistò lo Yemen nel 570 durante il regno di Cosroe I (regno 531-579).  Lo storico bizantino del VI secolo Procopio descrisse i daylamiti come: 
(De bello persico 8.14.3-9)
L'equipaggiamento dei daylamiti dell'esercito sasanide comprendeva spade, scudi, asce da battaglia (tabar-zīn), fionde, pugnali, picche e giavellotti a due punte (zhūpīn).
I daylamiti presero parte anche all'assedio di Archeopoli nel 552. Sostennero la ribellione di Bahrām Chōbin contro Cosroe II, ma in seguito passarono dalla parte di quest'ultimo. Si distinsero anche nella campagna yemenita di Wahriz e nelle battaglie contro le forze di Giustino II.
Alcune fonti islamiche sostengono che, in seguito alla sconfitta sasanide nella battaglia di al-Qādisiyyah, il contingente daylamita della guardia sasanide composto da 4.000 uomini, insieme ad altre unità iraniane, disertò in favore degli arabi convertendosi all'Islam.

### Periodo islamico

#### Resistenza contro gli arabi

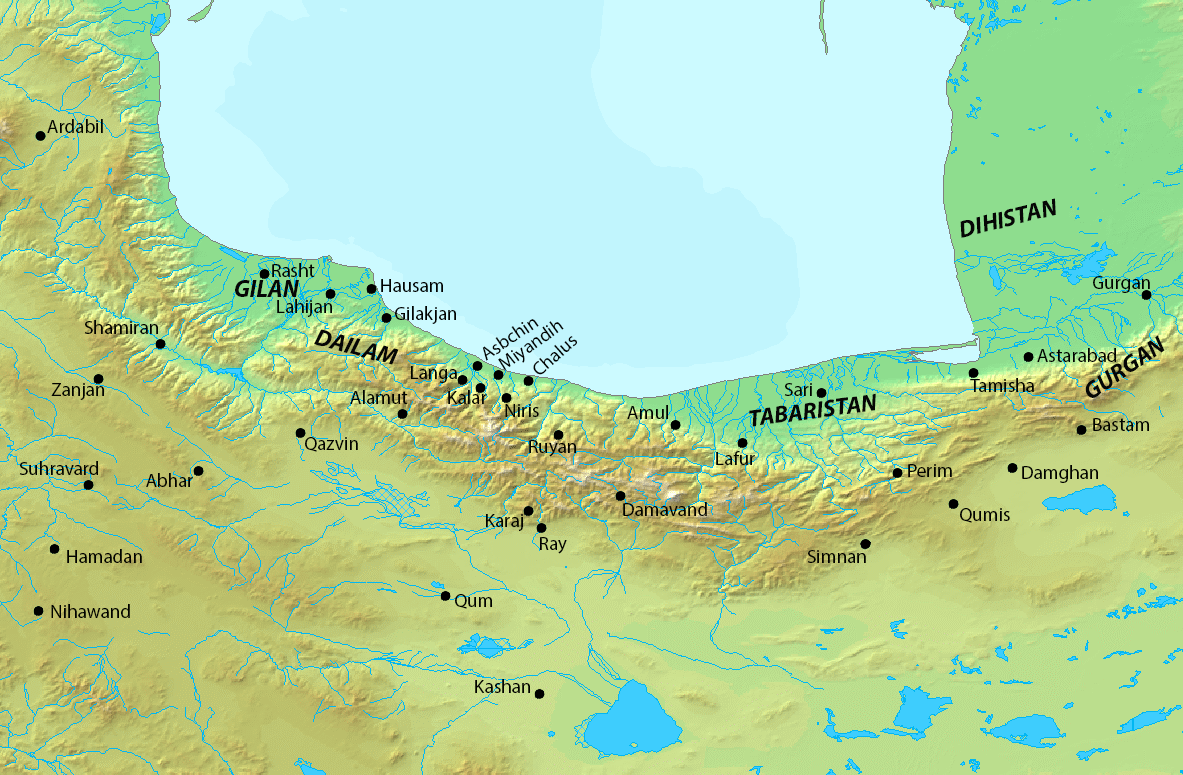
Mappa della costa caspica dell'Iran durante l'intermezzo iraniano.

I daylamiti riuscirono a resistere per diversi secoli all'invasione araba. La guerra nella regione era endemica, con incursioni e contro-incursioni da entrambe le parti. Sotto gli arabi, l'antica città-fortezza iraniana di Qazvin continuò a svolgere il suo ruolo di baluardo contro le incursioni dei daylamiti. Secondo lo storico al-Tabari, i daylamiti e le popolazioni turche erano considerati i peggiori nemici degli arabi musulmani. Il califfato abbaside penetrò nella regione e ne occupò alcune parti, ma il suo controllo non fu mai molto efficace.
Poco dopo il 781 il monaco nestoriano Shubhalishoʿ iniziò ad evangelizzare i daylamiti e a convertirli al cristianesimo, seppur con risultati molto modesti. Durante il regno di Hārūn al-Rashīd (regno 785–809) diversi musulmani sciiti si rifugiarono presso i daylamiti, in gran parte pagani, con alcuni zoroastriani e cristiani, per sfuggire alle persecuzioni. Tra questi rifugiati c'erano alcuni alidi che iniziarono la graduale conversione dei daylamiti all'Islam sciita. Tuttavia nei popoli della regione rimase una forte identità iranica e antiaraba. I governanti locali come i Buwayhidi e gli Ziyaridi continuarono a celebrare le antiche feste persiane e zoroastriane.

#### L'espansione daylamita

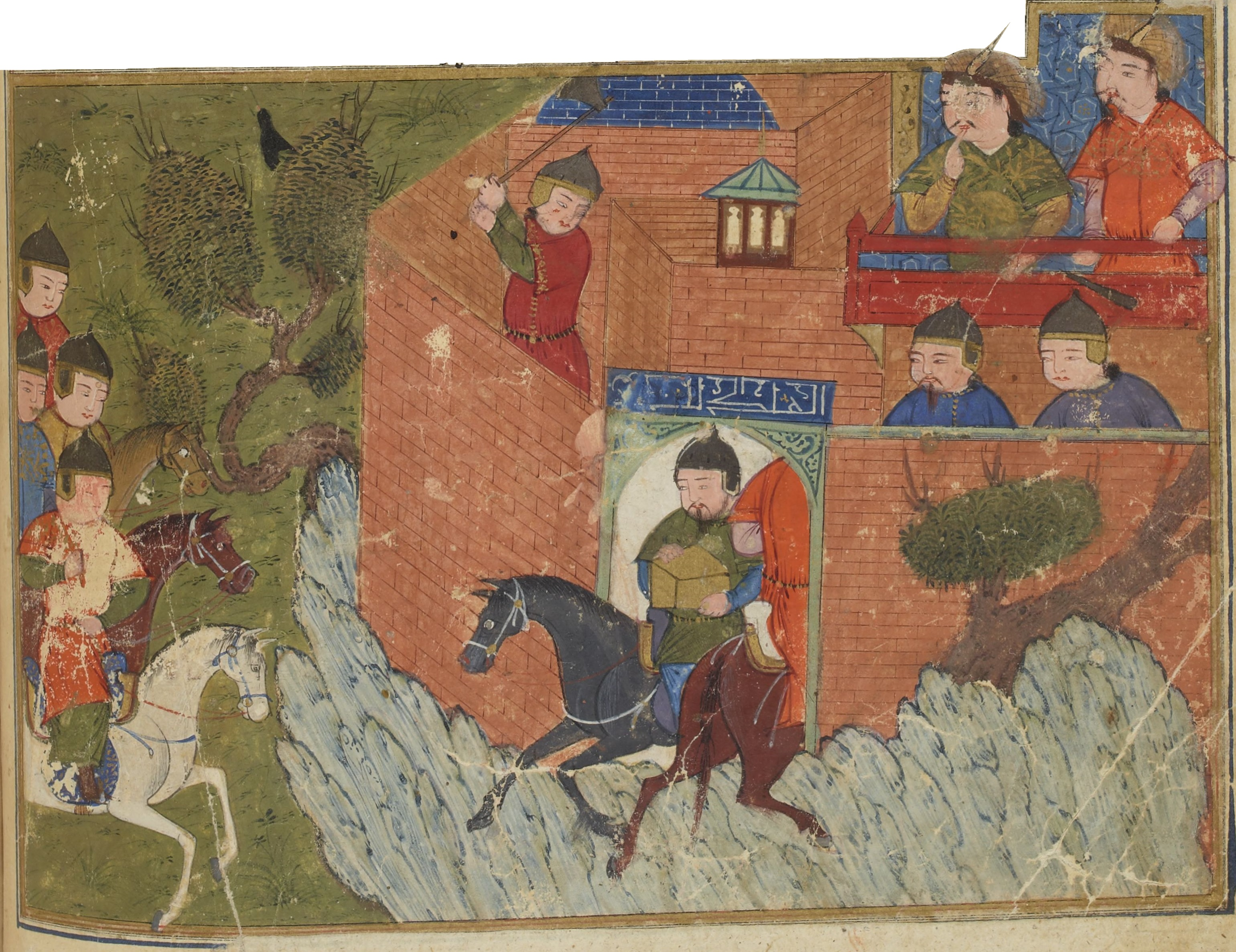
Assedio di Alamut (1256) raffigurato nel Jami' al-tawarikh di Rashid-al-Din Hamadani, presso la Biblioteca nazionale di Francia, Dipartimento dei Manoscritti, Divisione orientale.

Dal IX secolo in poi i fanti daylamiti iniziarono a costituire un elemento importante degli eserciti persiani.
A metà del IX secolo il califfato abbaside reclutò ulteriori mercenari daylamiti nella guardia reale e nell'esercito. Dal 912/3 al 916/7 il soldato daylamita Ali ibn Wahsudhan fu capo della polizia (ṣāḥib al-shurṭa) a Esfahan durante il regno di al-Muqtadir (regno 908–929). Per molti decenni "rimase consuetudine che le guardie personali del Califfo includessero i daylamiti così come gli onnipresenti turchi". Gli amīr buwayhidi, che erano essi stessi daylamiti, affiancarono ai loro fanti daylamiti dei cavalieri turchi. I daylamiti combatterono anche nell'esercito selgiuchide e anche i ghaznavidi li impiegarono come fanteria d'élite.
Le fonti islamiche registrano i loro caratteristici scudi dipinti e le corte lance a due punte (in persiano ژوپین‎ zhūpin ; in arabo مزراق‎? mizrāq) che potevano essere usate per spingere o per essere scagliate come un giavellotto. La loro caratteristica tattica di battaglia era quella di avanzare con un muro di scudi e usare lance e asce da battaglia nelle retrovie.

## Cultura

### Religione
I daylamiti aderivano molto probabilmente a qualche forma di paganesimo iranico, mentre una minoranza di loro era zoroastriana e nestoriana. Secondo al-Biruni, i daylamiti e i giliti "vivevano secondo le regole stabilite dal mitico Faridun". La Chiesa d'Oriente si era diffusa tra loro grazie alle attività di Giovanni di Daylam, e nella zona remota sono segnalati vescovadi fino al 790.

### Costumi, attrezzature e aspetto
Molte abitudini e costumi dei daylamiti sono stati registrati nei documenti storici. I loro uomini erano sorprendentemente tenaci e capaci di sopportare terribili privazioni. Erano armati di giavellotti e asce da battaglia e avevano alti scudi dipinti di colore grigio. In battaglia di solito formavano un muro con i loro scudi contro gli aggressori. Alcuni daylamiti usavano giavellotti con nafta in fiamme. Una rappresentazione poetica di un combattimento armato daylamita è presente in Vis e Rāmin di Fakhruddin As'ad Gurgani . Uno dei principali svantaggi dei daylamiti era la scarsa quantità di cavalleria di cui disponevano, il ché li costrinse a essere affiancati ai mercenari turchi.
Al-Istakhri descrive i daylamiti come un popolo audace ma sconsiderato, dall'aspetto magro e con i capelli vaporosi. Praticavano l'agricoltura e avevano dei greggi, ma solo pochi cavalli. Coltivavano anche riso, pescavano e producevano tessuti di seta. Secondo al-Muqaddasi, i daylamiti erano belli e avevano la barba. Secondo l'autore dell'Hudud al-'Alam, le donne daylamite prendevano parte alla vita agricola come gli uomini, mentre Rudhrawari riferisce che erano "alla pari con gli uomini in forza d'animo, forza di carattere e partecipazione alla gestione degli affari". Anche i daylamiti praticavano rigorosamente l'endogamia.